# 沙田競馬場

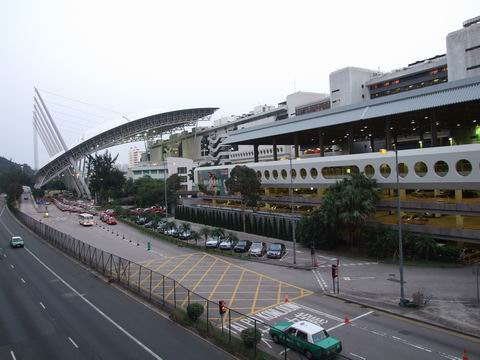
沙田競馬場

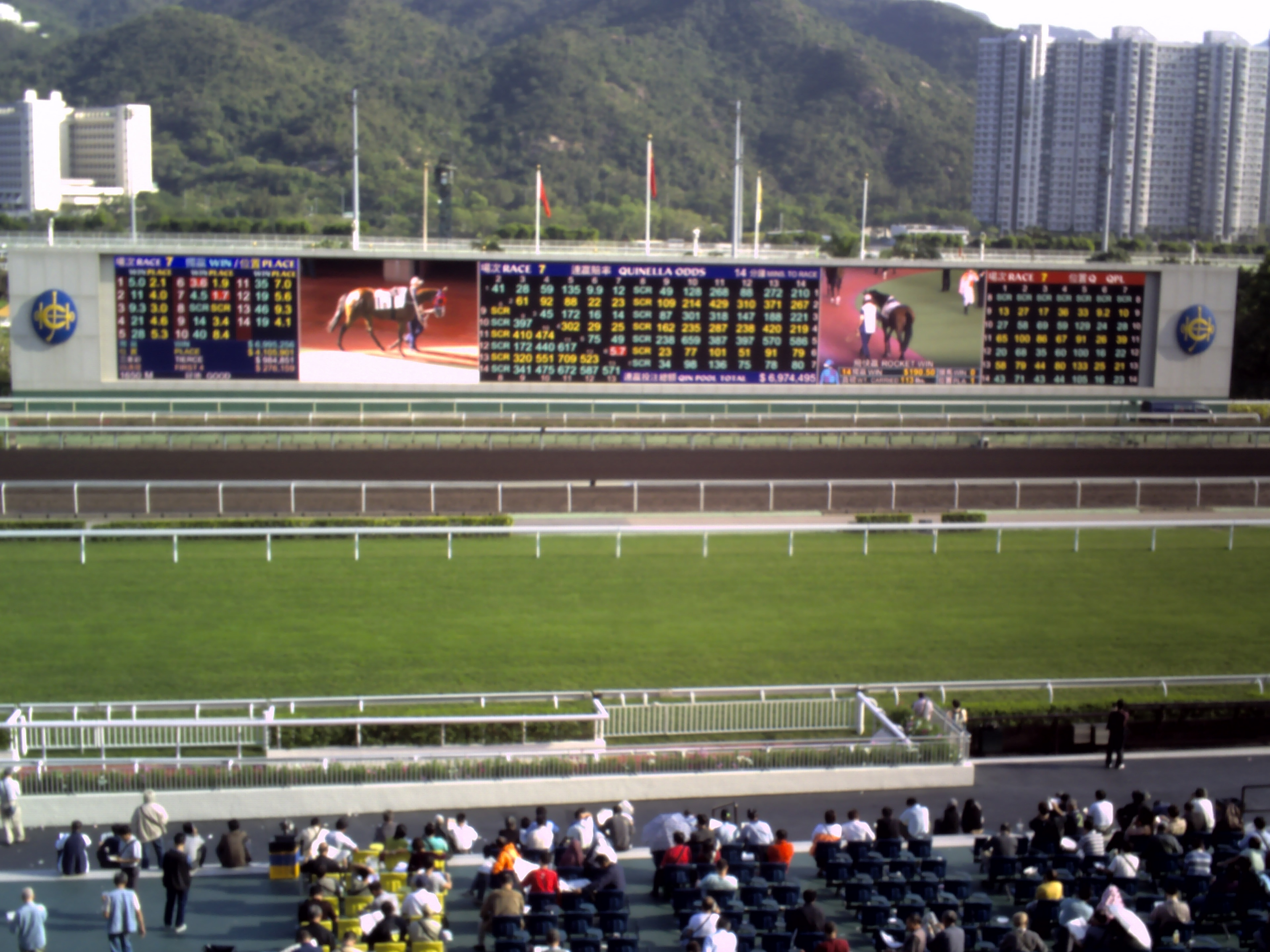
ダイヤモンドビジョン

沙田競馬場（シャティンけいばじょう、英語：Sha Tin Racecourse、中国語：沙田馬場）は、香港新界沙田区にある香港ジョッキークラブが管轄する競馬場である。

## 歴史・概要
1846年に建設された跑馬地競馬場（ハッピーバレー競馬場）の代わりとし、香港競馬の拠点となる近代的な競馬場設置の目的で、1978年に沙田海を埋め立てる大規模な工事のもと、新界に建設された。
1988年には香港競馬で最初の国際競走「香港招待カップ」を開催し、香港競馬の国際的な発展に多大な貢献をした。
おもに週末の開催に使用されるが、平日のナイター開催や春節などの祝日開催も行われることがある。
2008年に行われた北京オリンピックの馬術競技がこの競馬場に隣接して建設中の会場にて行われ、クロスカントリー競技を含めた競技出場馬の厩舎村も併設される。3–4コーナーの芝コースと全天候コースの間に練習用馬場も建設されるが、オリンピック出場馬と現地競走馬は一切接触しない動線が設定されていた。
コースは右回りで、外側に芝コース、内側のレース用オールウェザーコース。1周の距離は1899メートル（m）と1555 m。更にその内側に調教用のオールウェザーコースがある。ホームストレッチ（最後の直線）は430 m。スタンドの収容人数は10万人。場内には外貨の両替が可能な銀行がある。
競馬場の1コーナー寄りには1200頭を収容可能な厩舎が設置されている。かつては香港ジョッキークラブに所属するすべての競走馬が沙田競馬場で調教されていたが、老朽化しこれ以上の拡張も困難であるため、沙田競馬場から約200キロメートル（km）離れた中国本土の広東省広州市従化区にトレーニングセンターの建設が計画され、「従化競馬場」として2018年に開場された。2023年現在、従化競馬場での競馬の定期開催は実現しておらず、従化で調教された競走馬はレースの数日前に沙田の馬房に輸送される。

## スタンド
一般入場門は4箇所（馬場駅直結3箇所、バス乗り場側1箇所）。この他に来賓、クラブメンバー用の入場門、ツアー客用の臨時動線が用意されている。入場料は10香港ドルで、オクトパスカードの利用も可。外国人旅行者はパスポートを会員用ゲートで提示すると100香港ドル（香港ダービー、国際レース当日は150香港ドル）で会員用エリアに入場できるツーリストバッジを購入することができる。会員エリアにおいては、1–2階のコース側に自由に利用できる座席の他、5階スタンドに有料の指定席が別途用意されている。持ち込みを禁止されていた携帯電話は解禁となったが、マナーモードでの利用が呼びかけられている。
また、2007年1月より施行された禁煙条例を受け、バルコニーや、コース前スタンド地面、馬場駅からのコンコースなど、スタンド外部に露出した部分を除いて全面禁煙となった。これに違反した場合は5000香港ドルの罰金刑となる。
スタンドはグランドスタンド1と2で構成され、それぞ8階建て、合計の全長は400 m超、スタンド収容人数は約7万人、競馬場全体総収容人数は約10万人、馬場内には縦8 m、横幅70.4 m、面積563.2平方センチメートル（cm2）のスクリーン「ダイヤモンドビジョン」（三菱電機製）が2005年に設置されている。
グランドスタンド1はコースより向かって右側、ゴール寄りの建物。来場客が利用できる施設は以下の通り。
- クラブ会員エリア - 外国人旅行者はパスポートを提示することで会員エリアに入れるツーリストバッジが購入できる。カフェテリア、アイスクリームショップ、すし屋、ワインバーがある。
- ザ・ウィング（寰宇堂） - 5階。キャセイパシフィック航空の上級マイレージプログラムのマルコポーロクラブメンバー向けのシッティングビュッフェ方式の指定席。食事及び飲料込。要予約。ドレスコード有。
- チャンピオンサークル（駿星匯） - 3階。バーカウンター、及びカフェテリア方式の指定席。
- ジョッキークラブボックス（馬會廂房） - 2階。香港ジョッキークラブのクラブメンバー、及びクラブメンバーに紹介された人向けのシッティングビュッフェ方式の指定席パッケージ。食事及び飲料込。要予約。

グランドスタンド2はコースより向かって左側、4コーナー寄りの建物。来場客が利用できる施設は以下の通り。
- ビジターボックス（嘉賓廂房） - 6階。旅行代理店による香港競馬観戦パッケージ用のシッティングビュッフェ方式の指定席。食事及び飲料込。要予約。ドレスコード有。貸切バスによる市内中心部よりの送迎あり（ただし、最終レース前に撤収することが多い）。30HKドルのバウチャーの提供、ギフトショップでの割り引きなどの特典がある。
- プライベートボックス（私用廂房） - 6階。10名から最大300名向けのパーティーフロアでシッティングビュッフェ方式の指定席パッケージ。食事及び飲料込。要予約。ドレスコード有。
- ジュンウイテン（駿薈廳） - 6階。スタンディングビュッフェ方式でコース側のテラスに席が用意された指定席。香港式、または国際式のいずれかのビュッフェメニューを選択。飲料は料金に含まれない。
- バッソンレストラン（百勝廳） - 5階。中華レストラン方式の指定席。料理や飲料は料金に含まれない。G1レースがある日などの特別料金にはセット料理代金は含まれている。

- メディアホール（影視大堂） - 1階。シアター方式の指定席。大型スクリーンでレースを観戦するので、臨場感は味わえない。JRAのエクセルのような施設。
- メッツァワン（好賞食） - 1階。香港や周辺地域のローカルフード16店舗で構成される大型フードコート。一般入場のみで利用が可能。
- ファンゾーン（繽紛天地） - G階。香港で活躍したローカル及び各国のホースマンの手形が蒐集されている。一般入場のみで利用が可能。

この他、アイスクリームショップ、ファーストフードショップなどが点在。
パドックには装鞍所が併設されている。また、あらゆる天候に対応できるよう開閉式の屋根付きのものとなっている。この屋根を完全な閉鎖状態から開放状態に要する時間は約7分。この他、パドックにも大型ビジョンが設置され映像演出が行われるほか、レースの表彰以外の様々なセレモニーがここで行われている。
スタンド内にある外貨両替窓口では香港内でも屈指の良レートで外貨から香港ドルへの両替を行っている。ただし、香港ドルから外貨への両替は不可。

## コース
- 本馬場コースは1周1900 mの右回り芝コース、第3コーナーから直線に掛けては下り坂があり、第2コーナーと第4コーナーにはポケットが設置されている。直線は430 m。またスタンド前は直線1000 mの競走が行えるコースがある。1987年シーズンからは、現在の3コーナーから4コーナーの内側に内回りコースが新設され、外回りコースの『沙田草地』に対して、『沙田草地新彎』というコース名で区別されていたが、1999年シーズンを最後に使用中止された[3]。
- 内馬場は1周1700 mの平坦な右回りのオールウェザーコース、直線は350 mである[3]。
- 内馬場の内側には更に調教用のオールウェザーコースが設置されている。向正面の奥にも、調教（主にゲート試験、スタート練習）用の直線走路が設けられている[3]。

## 発売する馬券
香港の競馬#馬券を参照のこと。

## 施行する主な競走
沙田競馬場におけるG1競走。以下は年度施行順である。
- 香港国際競走
  - 香港スプリント
  - 香港ヴァーズ
  - 香港マイル
  - 香港カップ
- センテナリースプリントカップ
- 香港スチュワーズカップ
- 香港ゴールドカップ
- クイーンズシルヴァージュビリーカップ
- チャンピオンズデー
  - クイーンエリザベス2世カップ
  - チェアマンズスプリントプライズ[4]
  - チャンピオンズマイル
- 香港チャンピオンズ&チャターカップ

香港の重賞競走はほぼ全てが沙田競馬場で施行され、ハッピーバレー競馬場では一月盃(香港三級賽)のみが行われている。

## アクセス
- MTR東鉄線で馬場駅（馬場站/Racecourse）下車（ただし、競馬開催の無い日に馬場駅経由・停車の列車は運転されていない）すぐ。金鐘駅（金鐘站/Admiralty）方面、羅湖駅（羅湖站/Lo Wu）・落馬洲駅（落馬洲站/Lok Ma Chau）方面とも、方向幕・駅頭表示に「経馬場/via Racecourse」と表示されている列車が馬場駅に停車する。
- MTR東鉄線の火炭駅（火炭站/Fo Tan）より徒歩で10分（なお沙田駅（沙田站/Sha Tin）という駅もあるが、最寄りではない）。
- 香港島からは、MTR金鐘駅（金鐘站/Admiralty）経由で東鉄線に乗り換える。
- 開催日には、各地よりバスが運行される。
- タクシーを利用する場合は「沙田馬場」と伝える。